# 大宇建设
大宇建设（韓語：대우건설），是一家韩国建筑公司，成立于1973年，总部位于韩国首尔。以前的公司名称是大宇建设有限公司。其在韩国的主要建设项目包括月城核电站、釜山APEC世峰楼、巨加大桥。其在国外的主要建设项目包括利比亚的斯瓦尼医院项目、马来西亚电讯大厦和老挝Houay Ho Dam。

## 业务范围

### 工程与建筑集团
- 摩天大楼 - 63大厦、马来西亚电讯大厦、勘探大厦、灵感大厦
- 厂房及发电厂 - 月城核电站
- 基础建设 - 巨加大桥、梳邦机场
- 政府机关 - 世峰楼

### 贸易投资集团
- 能源与环保 - 发电、生物能源
- 自然资源 - 石油、煤炭、金属和矿产
- 工业原料 - 钢材、化工、电子、纺织